# Strymon obsoleta
Strymon obsoleta är en fjärilsart som beskrevs av Tutt 1907. Strymon obsoleta ingår i släktet Strymon och familjen juvelvingar. Inga underarter finns listade i Catalogue of Life.